# テオドロ・ロペス・ロクシン・ジュニア
テオドロ・ロペス・ロクシン・ジュニア（英語: Teodoro Lopez Locsin Jr.、1948年11月15日 - ）は、フィリピンの政治家、外交官、ジャーナリスト。
2018年10月より2022年6月まで外務大臣を務めた。

## 経歴・人物
1948年11月15日にマニラに誕生する。ロクシンはアテネオ・デ・マニラ大学にて法学学士号、アメリカのハーバード大学にて法学修士を取得した。
1986年2月に始まったエドゥサ革命でマルコス政権が崩壊し、同年3月にコラソン・アキノ政権で大統領府報道官に就任した。なおコラソン・アキノ大統領のスピーチライターを務めた事もある。
2001年6月から2010年6月まで代議院議員に在職し、またフィリピンのニュースチャンネルである「ABS-CBNニュース・チャンネル」の『ザ・ワールド・トゥナイト』という番組では編集長として指揮を執っていた。
2016年6月に大統領に就任したロドリゴ・ドゥテルテによって、国際連合常駐代表（国際連合大使）に指名された。そして2017年4月19日にアントニオ・グテーレス事務総長により、正式に常駐代表として承認を受けた。
2018年10月にドゥテルテ大統領はロクシンを外務大臣に任命し、宣誓式を執行した。その後ロクシンの外務大臣への就任は、11月28日の「任命委員会」によって承認の議決が執行された。